# Mame Biram Diouf
Mame Biram Diouf (Dakar, Senegal, 16 de diciembre de 1987) es un futbolista senegalés. Juega de delantero en el Keçiörengücü de la TFF Primera División.

## Selección nacional
Ha sido internacional con la selección de fútbol de Senegal, con la que lleva jugados 49 partidos y ha anotado 10 goles.

## Clubes
| Club                            | País       | Año       |
| ------------------------------- | ---------- | --------- |
| Molde F. K.                     | Noruega    | 2007-2009 |
| Manchester United F. C.         | Inglaterra | 2009-2012 |
| Blackburn Rovers F. C. (cedido) | Inglaterra | 2010-2011 |
| Hannover 96                     | Alemania   | 2012-2014 |
| Stoke City F. C.                | Inglaterra | 2014-2020 |
| Hatayspor                       | Turquía    | 2020-2022 |
| Konyaspor                       | Turquía    | 2022-2023 |
| Göztepe S. K.                   | Turquía    | 2023-2024 |
| Keçiörengücü                    | Turquía    | 2024-     |